# 응아선현
응아선현(베트남어: Huyện Nga Sơn / 縣峩山)은 베트남 북중부 지방 타인호아성의 현이다.

## 행정 구역
응아선현은 1시진, 23사를 관할하고 있다.

### 시진
- 응아선 시진 (Thị trấn Nga Sơn, 峨山市鎭)

### 사
- 바딘사 (Xã Ba Đình, 巴亭社)
- 응아안 사 (Xã Nga An, 峨安社)
- 응아박 사 (Xã Nga Bạch, 峨白社)
- 응아디엔 사 (Xã Nga Điền, 峨田社)
- 응아잡 사 (Xã Nga Giáp, 峨甲社)
- 응아하이 사 (Xã Nga Hải, 峨海社)
- 응아리엔 사 (Xã Nga Liên, 峨連社)
- 응아푸 사 (Xã Nga Phú, 峨富社)
- 응아프엉 사 (Xã Nga Phượng, 峨鳳社)
- 응아떤 사 (Xã Nga Tân, 峨新社)
- 응아타이 사 (Xã Nga Thái, 峨泰社)
- 응아탁 사 (Xã Nga Thạch, 峨石社)
- 응아타인 사 (Xã Nga Thanh, 峨淸社)
- 응아타인 사 (Xã Nga Thành, 峨城社)
- 응아탕 사 (Xã Nga Thắng, 峨勝社)
- 응아티엔 사 (Xã Nga Thiện, 峨善社)
- 응아투이 사 (Xã Nga Thủy, 峨水社)
- 응아띠엔 사 (Xã Nga Tiến, 峨進社)
- 응아쭝 사 (Xã Nga Trung, 峨中社)
- 응아쯔엉 사 (Xã Nga Trường, 峨長社)
- 응아반 사 (Xã Nga Văn, 峨文社)
- 응아빈 사 (Xã Nga Vịnh, 峨咏社)
- 응아옌 사 (Xã Nga Yên, 峨燕社)